# Карл Цишек
Карл Цишек (28. август 1910. — 6. октобар 1985) био је  аустријски фудбалски нападач који је играо за Аустрију на Светском првенству у фудбалу 1934.